# Couteau à parer
Le couteau à parer, ou doloire, est un outil employé en maroquinerie ou en gainerie pour amincir la peau ou le cuir. Il se compose d'une lame d'acier de largeur et longueur variables dont le tranchant est en biais sur la partie étroite. Cette lame est reliée à un manche que l'on tient dans la paume de la main par une soie. Le pouce maintient le manche contre la paume et l'index et le majeur appuient sur la lame. La pratique du couteau à parer nécessite de nombreuses heures d'apprentissage.
Il existe différents modèles suivant l'utilisation souhaitée. Utilisé à plat, ce type de couteau à parer est le plus adapté. Pour la reliure il est préférable d'utiliser un doloire curve  afin de rogner plus en profondeur certaines parties du cuir.